# Kumiko Watanabe
Kumiko Watanabe (jap. 渡辺 久美子 Watanabe Kumiko; ur. 7 października 1965) – japońska seiyū związana z Sigma Seven.

## Wybrane role
- 1986: Kidō Senshi Gundam ZZ – Beat
- 1991: Arslan senki – Alfreed
- 1991–1992: Gigi i fontanna młodości – Wróżka 2
- 1992: Uchū no kishi Tekkaman Blade – Jody
- 1993: Kidō Senshi Victory Gundam – Katejina Loos
- 1994: Tekkaman Blade II – Anita
- 1995: Shin-chan – Kenji
- 1995: Sailor Moon SuperS – JunJun
- 1996: Detektyw Conan – Yūta Ogawa
- 1997: Rewolucjonistka Utena – Shadow Girl C-ko
- 1997: Pokémon – Senta
- 1999: Turn A Gundam – Fran Doll
- 2000: Hamtaro – Moguru-kun
- 2000: InuYasha – Shippo
- 2002: Hikaru no go – Hideki Isobe
- 2002: MegaMan NT Warrior – Tōru Hikawa
- 2002: Digimon Frontier – Tomoki Himi
- 2002–2009: Atashin’chi – matka
- 2003: Beyblade G-Revolution – Julia
- 2004: Keroro gunsō – sierżant Keroro
- 2004: Siedmiu samurajów – Honoka
- 2006: One Piece – Fukurō
- 2007–2009: Yes! Pretty Cure 5 – Yu Natsuki
- od 2010: Working!! – Kyōko Shirafuji
- 2011: Un-Go – Fumihiko Sasa
- 2013: Doki Doki! Pretty Cure – Regina